# Naveltruitje

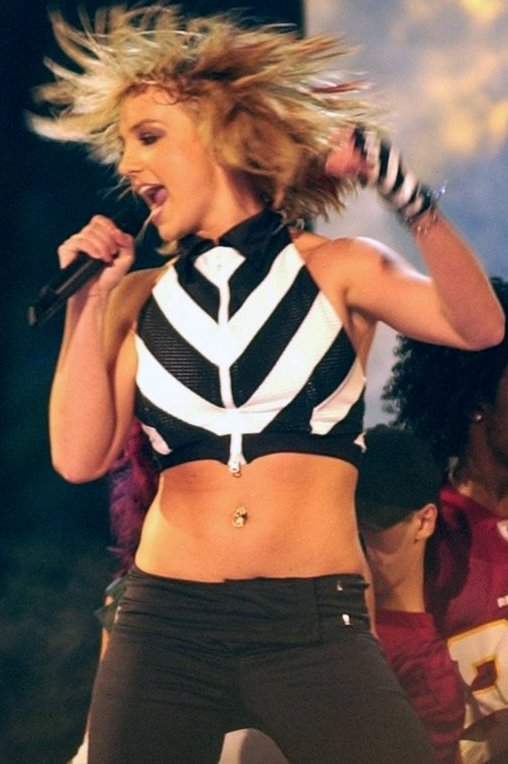
Zangeres Britney Spears, met een navelpiercing en crop top, in 2003.

Een naveltruitje (ook genoemd crop top of cropped top) is een kledingstuk voor het bovenlichaam dat het onderste deel van de romp niet bedekt. Zo'n topje laat een deel van de buik bloot, meestal rond de navelstreek. Naveltruitjes raakten in zwang vanaf de jaren 1990. De trend ging gepaard met de opkomst van heupbroeken en navelpiercings bij meisjes en jonge vrouwen. Naveltruitjes raakten naar het einde van de jaren 2000 toe uit de mode, maar zijn weer populair geworden in de jaren 2010.
De huidige gangbare benaming voor het kledingstuk – crop top of cropped top, 'ingekort topje' – is overgenomen uit het Engels. De crop tops van de jaren 2010 en 2020 worden, in tegenstelling tot de naveltruitjes van de jaren 90 en 2000, gecombineerd met een broek of rok met hoge taille. Vaak is de navel daardoor niet ontbloot. Sommige crop tops nemen de vorm aan van een bustier.